# Буда (Краснинский район)
Бу́да — деревня в Смоленской области России, в Краснинском районе. Население — 19 жителей (2007 год). Расположена в западной части области в 29 км к северо-западу от Красного, в 1 км от границы с Беларусью, между автодорогй М1 «Беларусь» и станцией Красное на железнодорожной линии Москва — Минск. Входит в состав Красновского сельского поселения.

## История
Название произошло от слова Буда — в прошлом предприятие по производству поташа, расположенное в лесу. Предположительно, в 1941 году в деревне располагался Краснинский «асфальто-бетонный район» — подразделение Вяземского исправительно-трудового лагеря НКВД СССР (Вяземлаг), в котором содержались польские заключённые.

## Известные уроженцы
- Стаськов, Николай Викторович (род. 1951) — заместитель командующего Воздушно-десантными войсками России (по миротворческим силам).